# Uno dovrà morire
Uno dovrà morire è un film del 2023 diretto e interpretato da Manolo Cardona.

## Trama
Sette persone si svegliano in una lussuosa villa a picco sul mare, con le mani e i piedi legati, senza ricordare con precisione cos'è accaduto prima che si addormentassero. Tre di loro sono una famiglia: un ricco imprenditore con la moglie e la figlia adolescente. Gli altri sono un chirurgo, un poliziotto, una hostess e un pensionato. Dopo essere riusciti a slegarsi, mentre cercano di raccapezzarsi in preda al panico, uno speaker comunica ai malcapitati che sono stati scelti per un gioco mortale: devono decidere entro un'ora chi di loro deve morire, non vale offrirsi volontari, e se rifiutano di giocare verranno uccisi tutti.

## Distribuzione
È stato pubblicato internazionalmente il 5 maggio 2023 sulla piattaforma streaming Paramount+.